# Monja de les salines
La monja de les salines (Neoxolmis salinarum) és un ocell de la família dels tirànids (Tyrannidae). Fins a l'any 2020 va estar inclosa en el gènere Xolmis. És endèmica d'una petita regió del centre nord de l'Argentina.

## Distribució i hàbitat
Aquesta espècie és poc comuna i molt local en el seu hàbitat natural: els matolls halòfits al voltant de llacs interiors salats, a baix dels 200 m d'altitud. L'hàbitat preferit són les vores de llacunes salades, algunes vegades prop de l'aigua, però sovint adjacent o als matolls Salicornia. Aquests ambients són notòriament alcalins i seria interessant investigar si aquesta espècie té alguna adaptació fisiològica particular per a aquest ambient tant salí. Es mouen en estols a l'hivern, però no són migratòries, són només moviments errants dins de la petita zona permanent.

## Sistemàtica
L'espècie N. salinarum va ser descrita per primera vegada pels ornitòlegs argentins Manuel Nores i Darío Yzurieta el 1979 sota el nom científic de subespècie Xolmis rubetra salinarum; la localitat tipus és «Muntanya de les Barranques, Salines Grans, nord-oest de Còrdova, Argentina». L'holotip,un mascle adult, va ser col·lectat l'1 de setembre de 1977.

### Etimologia
El nom genèric Neoxolmis és una combinació de la paraula del grec antic «neus» que significa “nou”, i del gènere Xolmis; i el nom de l'espècie «salinarum» en llatí significa “salines”.

### Taxonomia
Malgrat descrita originalment com a subespècie, immediatament es va percebre que es tractava d'una espècie plena, encara que força semblant a Neoxolmis rubetra. Els estudis genètics recents d'Ohlson et al. (2020) i Chesser et al. (2020) van concloure que el gènere Xolmis no era monofilètic, la qual cosa va conduir a profunds canvis taxonòmics en el gènere. Van trobar que Xolmis rubetra és germana de Neoxolmis rufiventris i que la parella formada per ambdues és propera a X. coronatus, per la qual cosa aquestes dues espècies i la present, que no va formar part de les mostres dels estudis, però que se sap és molt propera, foren transferides al gènere Neoxolmis. El canvi taxonòmic va ser aprovat en la Proposta No 885 al Comitè de Classificació de Sud-amèrica (SACC) Tanmateix, aquest canvi de gènere encara no ha estat aprovat pel Manual dels Ocells del Món (HBW) i Bridlife International (BLI)
És una espècie monotípica.